# Microbiota (plantengeslacht)
Microbiota is de botanische naam van een geslacht uit de cipresfamilie (Cupressaceae). Het geslacht telt één soort: Microbiota decussata.